# Xã Dighton, Quận Lane, Kansas
Xã Dighton (tiếng Anh: Dighton Township) là một xã thuộc quận Lane, tiểu bang Kansas, Hoa Kỳ. Năm 2010, dân số của xã này là 1.268 người.